# Шпільберг (Штирія)
Шпільберг (до 30 червня 2009 - Spielberg bei Knittelfeld) (нім. Spielberg) — місто у Австрії, у федеральній землі Штирія.
Входить до складу округу Мурталь. Населення складає 5383 мешканці (на 31 грудня 2005 року). Займає площу 29,69 км². ОФіційний код — 60 914.

## Ліцензія
- Ліцензія: Namensnennung 3.0 Österreich (CC BY 3.0 AT)(нім.)
- Ліцензія (Штирія):  "Datenquelle: CC-BY-3.0: Land Steiermark - data.steiermark.gv.at"(нім.)